# Szymon Gospodarczyk

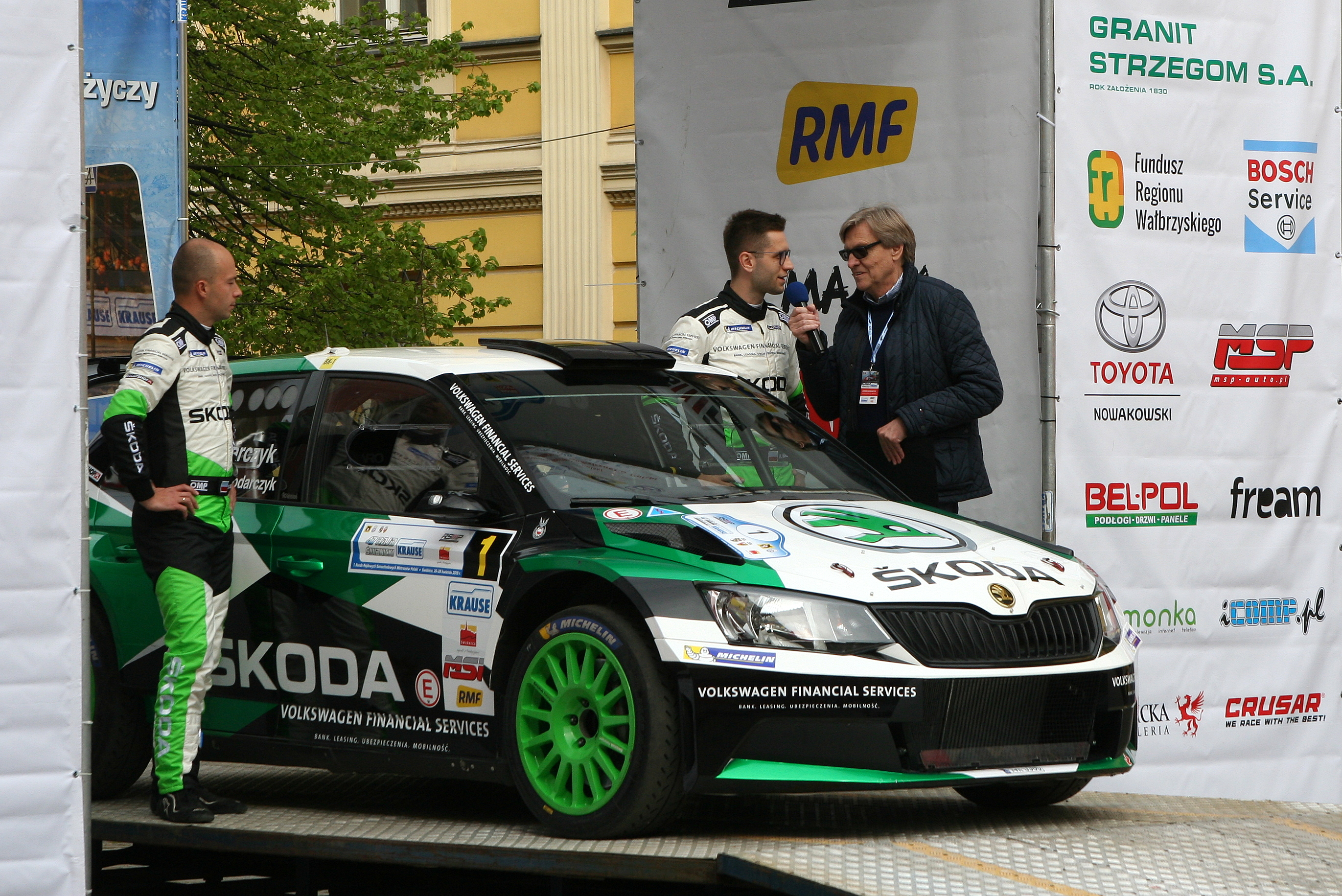
Szymon Gospodarczyk wraz z kierowcą Mikołajem Marczykiem podczas startu do wygranego Rajdu Świdnickiego w roku 2019

Szymon Gospodarczyk (ur. 19 maja 1985 w Rabce-Zdroju) – polski pilot rajdowy pochodzący z Jordanowa. Ukończył studia magisterskie na wydziale Stosunków Międzynarodowych pod kierunkiem Turystyka Zagraniczna. Zdobywca Pucharu Świata FIA w Rajdach Terenowych. Mistrz Polski w klasyfikacji generalnej w Rajdach Samochodowych. Jeden z pięciu Polaków, którzy stanęli na podium Rajdu Dakar.

## Kariera sportowa
Zadebiutował w 2005 roku w Rajdzie Mazowieckim. W kolejnych latach startował w Rajdowym Pucharze Polski oraz w Mistrzostwach Polski. W latach 2006–2008 wraz z Przemysławem Zabrockim uczestniczył w Rajdowym Pucharze Peugeota w ramach Mistrzostw Polski. W sezonie 2009 razem z Janem Chmielewskim startował w Citroen Racing Trophy zdobywając 3. miejsce w klasyfikacji rocznej. W roku 2012 wygrywając Castrol Edge Fiesta Trophy razem z Radosławem Typą zdobył podwójne Mistrzostwo Polski, Mistrzostwo Europy strefy Centralnej w samochodach napędzanych na jedną oś, a także jako pierwsza w historii polska załoga wygrał puchar Lausitz CUP (puchar 3 narodów Czechy, Polska, Niemcy) w klasyfikacji generalnej. W WRC zadebiutował w 2009 roku z Janem Chmielewskim podczas 66 Rajdu Polski. W 2013 roku startował w pełnym cyklu ERC razem z Łukaszem Kabacińskim. W roku 2015 wspólnie z Radosławem Raczkowskim zdobył 3. miejsce w klasyfikacji generalnej w Estońskim Rajdzie Harju. W 2017 dołączył do zespołu Subaru Poland Rally Team, gdzie wraz z Miko Marczykiem zdobył Mistrzostwo Polski w klasie open N w samochodzie subaru impreza. W latach 2018–2019 razem z Miko reprezentował barwy zespołu ŠKODA Polska Motorsport. W 2018 zdobyli Wicemistrzostwo Polski w klasyfikacji generalnej oraz Mistrzostwo Polski w klasyfikacji Zespołów Producenckich w Škodzie Fabia R5. W sezonie 2019 zdobył z Marczykiem Mistrzostwo Polski w klasyfikacji generalnej, w klasie 2, a także w klasyfikacji Zespołów Producenckich. W rajdach terenowych z Michałem Goczałem (Energylandia Rally Team) zdobył Puchar Polski (RPPST) 2019 wygrywając 5 rajdów. W roku 2020 wraz z Miko Marczykiem dołączyli do zespołu ORLEN Team. W sezonie 2021 zdobyli kolejne Mistrzostwo Polski w klasyfikacji generalnej, klasie 2, a także w zespołach sponsorskich ORLEN Team. W tym samym roku Gospodarczyk zdobył Vicemistrzostwo Europy wśród pilotów. W roku 2022 pilotował Miko Marczyka, który debiutował w rajdach WRC, podczas rundy Mistrzostw Europy w Polsce wygrali rajd w klasyfikacji generalnej i tym samym odnieśli swoje pierwsze zwycięstwo w Mistrzostwach Europy.  W roku 2023 kontynuował starty w WRC z Marczykiem. Sezon 2024 rozpoczął wraz z Marczykiem od wygrania pierwszej rundy Mistrzostw Polski. Po wygranym Rajdzie Świdnickim kontynuowali starty w Mistrzostwach Europy zajmując ostatecznie 3 miejsce na końcu sezonu. 

## Starty w Pucharze Świata Rajdów Terenowych FIA
Debiut w rajdach cross country nastąpił podczas hiszpańskiej rundy Baja Aragon gdzie wraz z Aronem Domżałą zajął 2. miejsce w klasie T3 startując Polarisem RZR 1000. W tym samym roku wygrał klasę T3 w Baja Poland oraz zajął 3. miejsce w klasie podczas Rajdu Maroka.
W roku 2016 razem z Aronem Domżałą wystartował w pełnym cyklu pucharu świata, czterokrotnie wygrywając T3 i ostatecznie zdobywając puchar świata. W tym samym roku podczas ostatniej rundy pucharu świata Baja Portalegre 500 zadebiutował w klasie T1 startując Toyotą Hilux z OverDrive.
W roku 2017 wygrał w klasyfikacji generalnej pierwszą rundę Pucharu Świata Baja Russia.
W 2018 roku wraz z francuskim kierowcą Claude’em Fournierem zajął trzecie miejsce w klasie SxS w Rajdzie Dakar. Startując w Fabrycznym teamie Polarisa- xtreme+.
W 2019 wystartował w Rajdzie Dakar z meksykańskim kierowcą Santiago Creelem, Polarisem RZR Turbo z xtreme+.
W rajdach terenowych z Michałem Goczałem (Energylandia Rally Team) zdobył Puchar Polski (RPPST) 2019 wygrywając 5 rajdów.
W roku 2020 w Rajdzie Dakar wystartował w załodze z francuskim kierowcą Patricem Garroustem, czeskim mechanikiem Petrem Vojkowskim w samochodzie Tatra Jamal z czeskiego zespołu Fesh Fesh, osiągając dziewiąte miejsce w klasyfikacji ciężarówek.
Podczas rajdu Dakar 2021 pilotował Michała Goczała, który debiutował w tym rajdzie, ostatecznie zajęli 4 miejsce w kategorii T4 (Can am Maveric).
W Rajdzie Dakar 2022 z Goczałem zajął 5 miejsce. Podczas przedostatniego etapu musieli się zatrzymać i wymienić skrzywiony drążek kierowniczy. Straty czasowe były na tyle duże, że spadli z 2 miejsca na 5.
Rajd Dakar 2025 zakończył na 7 miejscu w grupie T4. Podczas jednego z etapów wymieniali skrzynie w swoim Can amie co spowodowało stratę ponad 3 godzin.
W Rajdzie Dakar 2024 wystartował z zespołem Energylandia Rally Team w samochodzie Taurus w kategorii Challenger, pilotując Michała Goczała. 
W Rajdzie Dakar 2025 pilotował litewskiego kierowcę Benediktasa Vanagasa w samochodzie Toyota Hilux T1+. Podczas 5 etapu na skutek uderzenia w głaz musieli się wycofać z dalszej rywalizacji.

## Osiągnięcia
- 2009: 3. miejsce w Citroen Racing Trophy (RSMP) – kierowca J.Chmielewski[4]
- 2012: Mistrz Polski w klasie 6 (RSMP) – kierowca R.Typa[26]
- 2012: Mistrz Polski w Castrol Edge Fiesta Trophy (RSMP) – kierowca R.Typa[8]
- 2012: Mistrz Europy strefy centralnej w autach napędzanych na jedną oś – kierowca R.Typa[7]
- 2012: Zdobycie Pucharu Lausitz – kierowca R.Typa[6]
- 2016: Zdobywca Pucharu Świata FIA w rajdach cross country w klasie T3 – kierowca A.Domżała[27]
- 2017: Mistrz Polski w klasie Open N- kierowca M.Marczyk
- 2017: 3. miejsce Kryterium Asów Karowa- kierowca M.Marczyk. Subaru Impreza STI[28]
- 2018: 3. miejsce w kategorii SxS podczas Rajdu Dakar – kierowca C. Fournier[29]
- 2018: Mistrz Polski w klasie 2- kierowca M.Marczyk[13]
- 2018: vice Mistrz Polski w Rajdach Samochodowych w klasyfikacji generalnej- kierowca M.Marczyk[13]
- 2018: Mistrz Polski w klasyfikacji Zespołów Producenckich- kierowca M.Marczyk[13]
- 2018: 2. miejsce Kryterium Asów Karowa- kierowca M.Marczyk/ Škoda Fabia R5[28]
- 2019: Mistrz Polski w Rajdach Samochodowych w klasyfikacji generalnej- kierowca M.Marczyk[14]
- 2019: Mistrz Polski w klasie 2- kierowca M.Marczyk[14]
- 2019: Mistrz Polski w klasyfikacji Zespołów Producenckich- kierowca M.Marczyk[14]
- 2019: zdobywca Rajdowego Pucharu Polski Samochodów Terenowych- kierowca M.Goczał[15]
- 2020: 9. miejsce w kategorii ciężarówek podczas Rajdu Dakar – kierowca Patrice Garrouste/mechanik Petr Vojkowsky- Tatra Jamal[30]